# 브로체니시

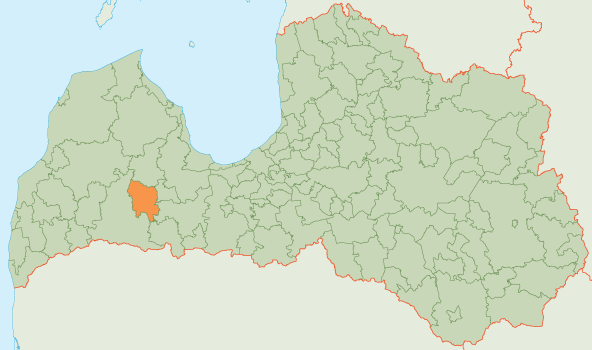
브로체니 시의 위치

브로체니시(라트비아어: Brocēnu novads)는 라트비아의 지방 자치체로 행정 중심지는 브로체니이며 면적은 498.5km2, 인구는 7,215명(2009년 기준), 인구 밀도는 14명/km2이다. 1개 도시, 4개 교구를 관할한다.

## 같이 보기
- 라트비아의 행정 구역